# Québec Rock (série télévisée)
Québec Rock (ou Québec Rock : Offenbach vs Corbeau dans sa forme longue) est une série documentaire musicale québécoise en quatre épisodes de 43 minutes, qui retrace l’histoire de deux groupes rock légendaires : Offenbach et Corbeau. La série explore leurs grandes réussites, leurs performances mémorables et leurs défis, allant au-delà du cliché « sexe, drogue et rock and roll » pour dévoiler les réalités sociales et culturelles du Québec durant la période de la Révolution tranquille.
Réalisée par Félix Rose et produite par Productions Déferlantes, la série plonge dans l’effervescence du milieu musical québécois de l’époque. Chaque épisode met en lumière les moments marquants des deux groupes et leur impact sur la scène musicale du Québec. Québec Rock a été lancée le 9 avril 2024 sur la plateforme VRAI (maintenant illico+), de Vidéotron, et est diffusée sur les ondes de TVA du 30 mai au 20 juin 2025,,,,,,.

## À propos de la série

### Synopsis
Le 20 juin 1977, le groupe québécois Offenbach donne un concert au Café Campus de Montréal. Ce spectacle marque la dernière performance de la formation originale du groupe, composée de Gérald « Gerry » Boulet (chant et claviers), Jean « Johnny » Gravel (guitare), Michel « Willie » Lamothe (basse) et Roger « Wézo » Belval (batterie). À ce moment, Offenbach est au bord de la dissolution.
Cette séparation est souvent perçue comme symbolique de la fin d'une ère du rock québécois des années 1970. Par la suite, les membres du groupe prennent des directions distinctes. Boulet et Gravel poursuivent l'aventure d’Offenbach avec l’arrivée du bassiste et chanteur franco-ontarien Breen Leboeuf. Lamothe et Belval rejoignent quant à eux Pierre Harel, un ancien collaborateur du groupe, pour former un nouveau groupe, Corbeau. La création de Corbeau entraîne une rivalité musicale notable avec Offenbach. Bien que cette compétition soit parfois qualifiée de « guerre du rock québécois » dans les médias de l’époque, elle contribue également à dynamiser la scène musicale francophone. Le groupe Corbeau se distingue notamment par l'ajout de la chanteuse Marjolaine Morin, connue sous le nom de Marjo, dont l'énergie scénique est remarquée. Au tournant des années 1980, Corbeau connaît un succès critique et commercial, remportant notamment le Félix du groupe de l’année à deux reprises, devant Offenbach. Cette reconnaissance publique accentue la rivalité entre les deux formations. Toutefois, cette période est également marquée par une effervescence du rock québécois, symbolisant une transition entre deux générations artistiques,,,,.

### Genèse de la série
La série documentaire Québec rock a été conçue par le cinéaste Félix Rose à partir de sa rencontre avec Pierre Harel, parolier et chanteur d’Offenbach et de Corbeau, lors de la création de son précédent documentaire Les Rose (2020). Harel, qui avait coréalisé le court-métrage Taire des hommes en 1968 avec la participation de Paul Rose, père du réalisateur. Le réalisateur est surpris d'apprendre que Harel vit dans la pauvreté malgré son rôle clé dans le rock québécois. Cette rencontre a conduit Rose à s'intéresser à l’histoire de Offenbach et Corbeau, deux groupes marquants du rock québécois, souvent dominés par des figures emblématiques comme Gerry Boulet et Marjo. Au fil de ses recherches et de ses rencontres facilités par Patrick Lebrasseur, admirateur des deux formations, Rose découvre que de nombreux autres musiciens ayant fait partie de ces formations méritaient d'être mis en lumière. Ainsi, plutôt que de se concentrer uniquement sur Boulet et Marjo, il choisit de raconter l’histoire des musiciens d’Offenbach et de Corbeau. Cette approche permet de souligner les contributions d’artistes souvent oubliés, tout en mettant en avant les tensions internes et les rivalités qui ont marqué leur parcours. En fin de compte, Québec rock offre un regard approfondi sur les groupes Offenbach et Corbeau, tout en rendant hommage à des musiciens souvent négligés et en éclairant les dynamiques internes qui ont façonné le rock québécois. En parallèle à Québec Rock, Félix Rose réalise le documentaire La bataille de Saint-Léonard sur la crise linguistique du même nom,,,,.

« Pour moi, il y a une connexion entre les deux projets. Avec Offenbach vs Corbeau, je me suis intéressé à la langue dans son aspect culturel, tandis que dans La bataille de Saint-Léonard, c’est aussi la langue, mais sous l’aspect politique »

— Félix Rose, Le courrier de Saint-Hyacinthe

### Illustrations de Christian Quesnel
Lors de la réalisation de son précédent projet, la série documentaire Le dernier felquiste, Félix Rose a fait appel à des dessins pour illustrer certains événements et enrichir son récit. Cette expérience l’a inspiré à aller encore plus loin dans la série suivante, Québec Rock. Rose a ainsi choisi de recourir à Christian Quesnel, dessinateur et auteur de bandes dessinées, pour reconstituer les moments marquants de l’histoire des groupes Offenbach et Corbeau, offrant ainsi aux téléspectateurs une expérience visuelle immersive. En quelques semaines, Quesnel a produit de nombreuses aquarelles, mêlant réalisme et onirisme, représentant des portraits, des moments clés de l’histoire des groupes concernés, ainsi que des scènes plus intimes de la vie des musiciens. Ces illustrations visaient à illustrer à la fois les propos des personnes interviewées et des faits biographiques bien documentés. Ce choix de Quesnel s’est imposé naturellement, après que Rose ait été impressionné par son travail dans un album consacré à René Lévesque.
Christian Quesnel a identifié le potentiel de créer un album indépendant. Quesnel et Rose font alors fait appel à Michel Giguère, spécialiste de la bande dessinée, pour concevoir un ouvrage autonome qui compléterait la série sans en être un simple supplément. Lorsque l’idée de transformer ces illustrations en un livre a été concrétisée, Michel Giguère a accepté de relever le défi de rédiger le texte accompagnant les images. La transition entre la série télévisée Québec Rock et le livre s’est déroulée de manière fluide, malgré le fait que créer un texte autour d’images déjà illustrées n’est pas la démarche la plus courante. Giguère a expliqué qu’il lui fallait trouver une voix pour raconter une histoire à partir de 120 dessins, tout en conservant une certaine distance par rapport à la série originale, afin de donner au livre une tonalité propre. Le récit graphique Québec Rock est publié par l'éditeur Libre expression le 8 août 2024 et figure dans le palmarès littéraire 2025 de journal Le Devoir,.

## Les personnages

### Gerald «Gerry» Boulet(1946-1990)[11]
Gerry Boulet, né à Saint-Jean-sur-Richelieu en 1946 et décédé en 1990, est un auteur-compositeur-interprète québécois principalement connu comme chanteur du groupe Offenbach. Il est considéré comme l'une des figures marquantes du rock québécois. Gerry Boulet grandit dans un quartier ouvrier de Saint-Jean-sur-Richelieu, au Québec. Son père travaille comme camionneur, tandis que sa mère héberge des pensionnaires pour subvenir aux besoins de la famille. Dès l’âge de 10 ans, Boulet s’intéresse à la musique. Élève au collège, il est renvoyé après un désaccord avec un professeur de musique, ce qui témoigne de son tempérament affirmé. Au début des années 1970, Gerry Boulet devient la voix emblématique du groupe Offenbach, dont il est cofondateur. Sa voix rauque et distinctive contribue à définir l'identité sonore du groupe, qui se produit dans de nombreuses salles à travers le Québec, attirant un public fidèle. Il est reconnu pour sa présence scénique intense et ses prestations passionnées. Après 15 ans de carrière au sein d'Offenbach, Boulet quitte le groupe en 1985, ne se reconnaissant plus dans l’orientation musicale des derniers albums. Il entame ensuite une carrière solo, marquée par un succès populaire au Québec. Gerry Boulet partage sa vie avec Denise, avec qui il a un fils, Justin. Il fait la connaissance de Françoise Faraldo lors d’un tournage en France, et elle devient par la suite sa compagne. La carrière solo de Boulet est interrompue par un diagnostic de cancer. Son combat contre la maladie suscite une grande attention et une vive émotion au Québec. Il meurt à l'été 1990. Sa mort marque la fin d'une époque pour le rock québécois, dont il a été l'un des piliers.

### Marjolaine «Marjo» Morin(1953- )[12]
Marjo, de son vrai nom Marjolaine Morin, est une chanteuse québécoise née dans la région de Lanaudière. Elle est notamment connue pour avoir été la chanteuse du groupe rock Corbeau, avant d'entreprendre une carrière solo à succès. Marjo a grandi dans un environnement rural et paisible. Avant sa carrière musicale, elle a exercé divers métiers, notamment comme secrétaire, photographe et styliste. Elle fait ses débuts dans le milieu artistique en tant que choriste dans les spectacles de François Guy, qui l’initie à l’écriture et à l’univers des paroles de chansons. Le jour de son 25e anniversaire, elle fait la rencontre de Pierre Harel, qui l'invite à se joindre au groupe Corbeau. Cette collaboration marque un tournant dans sa carrière, alors qu’elle devient la chanteuse principale du groupe. La présence de Marjo contribue à l’essor de Corbeau, qui connaît un succès important dans la scène rock québécoise des années 1980. Dans un milieu majoritairement masculin, Marjo s’impose par son style et son énergie sur scène. Elle entretiendra une rivalité marquée avec le groupe Offenbach, notamment avec son chanteur Gerry Boulet. Elle quitte Corbeau en 1984, évoquant son désir de s’éloigner des excès liés à la consommation d’alcool et de drogues. Elle poursuit ensuite une carrière solo, en collaboration étroite avec le musicien Jean Millaire, avec qui elle forme également un couple. Ensemble, ils créent plusieurs chansons marquantes, consolidant sa réputation dans le paysage musical québécois. Malgré leur rivalité passée, Gerry Boulet invite Marjo à interpréter avec lui la chanson Les yeux du cœur lors d’un événement à l’ADISQ. Leur performance devient l’un des moments marquants de la télévision québécoise. Toujours active sur scène, Marjo continue de se produire en spectacle, demeurant une figure influente de la musique rock au Québec.

### Jean «Johnny» Gravel(1948)[13]
Johnny Gravel est un guitariste québécois, principalement connu pour avoir été l’un des membres fondateurs du groupe Offenbach, et pour avoir été actif tout au long de l’existence du groupe. Originaire de Granby, Johnny Gravel est adopté en bas âge par une famille modeste. La musique est peu présente dans son enfance jusqu’à ce qu’il découvre, à l’âge de cinq ans, la guitare de son oncle Marcel. Fasciné par l’instrument, celui-ci est vendu à sa famille pour une somme symbolique. Gravel apprend à jouer de manière autodidacte, avant de recevoir une formation musicale plus structurée grâce à un musicien itinérant spécialisé dans le style western. Il quitte l’école après la neuvième année pour se consacrer entièrement à la musique. Il participe d’abord à l’aventure yé-yé avec le groupe Les Héritiers, puis rejoint la formation Les Gants blancs, qui adoptera par la suite le nom Offenbach. Au sein du groupe, Johnny Gravel se distingue par son jeu de guitare électrique influencé par le blues, notamment grâce à une attaque puissante et un style expressif. Il est reconnu comme une figure marquante du rock québécois. Connu pour sa discrétion, Gravel inspire le parolier Pierre Huet, qui écrit une chanson intitulée Johnny bizarre le décrivant comme un personnage énigmatique et réservé. Malgré son tempérament parfois colérique, il est généralement perçu comme généreux et respectueux. Johnny Gravel est considéré comme la mémoire du groupe Offenbach, étant le dernier membre original à avoir été présent tout au long de l’histoire du groupe, du début jusqu’à sa dissolution.

### Pierre Harel(1944)[14]
Pierre Harel est un auteur-compositeur-interprète, poète, acteur et cinéaste québécois. Il a notamment été associé aux groupes Offenbach et Corbeau, et est reconnu pour avoir influencé l’usage du français québécois dans le rock francophone. Pierre Harel a grandi dans la région des Laurentides, au Québec. Son père était instituteur et sa mère, coiffeuse. C’est à la suite d’un geste marquant – un quêteux lui offre une guitare qu’il appelle Don de Dieu – qu’il développe une passion pour la musique. Il amorce sa carrière artistique comme chansonnier, assurant notamment la première partie d’un spectacle de Félix Leclerc. En parallèle, il joue dans le film Entre tu et vous de Gilles Groulx, où il tient un rôle principal. Après avoir terminé le tournage du film L’Opéra rock des gueux : Bulldozer, Harel cherche un groupe rock pour en composer la trame musicale. C’est par l’entremise du gérant Lucien Ménard qu’il rencontre le groupe Offenbach dans un hôtel. Séduit par leur énergie, il met de côté son projet cinématographique pendant trois ans pour se joindre au groupe à titre de poète et de chanteur. Doté d’une personnalité qualifiée de complexe – à la fois colérique, visionnaire et manipulatrice – Harel joue un rôle déterminant dans l’orientation artistique du groupe. Il est souvent présenté comme l’intellectuel de la formation et aurait convaincu Gerry Boulet d’abandonner l’anglais au profit du français québécois. Cette collaboration intense, mais marquée par une certaine rivalité, donne naissance à plusieurs classiques du répertoire rock québécois, dont Câline de blues et Faut que je me pousse. Il quitte Offenbach en 1973 à la suite de tensions, notamment avec le réalisateur Claude Faraldo, qui tournait un film sur le groupe en France. Après un séjour à la Baie-James où il travaille comme bûcheron, Harel fonde le groupe Corbeau avec les musiciens Willie Lamothe fils et Roger "Wézo" Belval. Il quitte toutefois le groupe peu de temps après l’arrivée de la chanteuse Marjo, affirmant ne pas pouvoir rivaliser avec elle au chant.

### Denis «l’vieux» Boulet (1944)[15]
Denis Boulet est un musicien québécois, principalement connu comme l’un des membres fondateurs du groupe Offenbach et comme le frère aîné du chanteur Gerry Boulet. Aîné de la fratrie Boulet, il est surnommé « L’vieux ». Dans leur jeunesse, Denis et Gerry Boulet sont connus pour leur tempérament rebelle, parfois impliqués dans des altercations physiques, qu’ils justifient notamment par le désir de défendre les plus vulnérables. De nature réservée, Denis Boulet travaille d’abord dans une usine avant de se tourner vers la musique. Il apprend la batterie à la demande d’un violoneux local qui cherchait un accompagnement rythmique pour ses rigodons. Passionné par l’instrument, Denis forme ensuite un orchestre actif dans les événements sociaux comme les fêtes familiales et les mariages. Très proche de son frère Gerry, il l’initie au milieu musical et l’intègre à ses projets, passant du style yé-yé au rock. Denis Boulet joue un rôle central dans la formation initiale d’Offenbach, où il est reconnu pour son jeu de batterie énergique. Il a notamment mentionné, à propos de la chanson High but… Low, qu’il s’agissait d’un des rythmes les plus puissants qu’il ait créés, difficile à reproduire par ses successeurs au sein du groupe. Fatigué par le rythme de vie associé à la scène musicale, et peu enthousiasmé par les changements artistiques liés à l’arrivée du parolier Pierre Harel, Denis Boulet quitte Offenbach en 1972. Il s’établit ensuite dans la région de Shawinigan, où il exerce le métier d’ébéniste.

### Roger «Wézo» Belval(1948)[5]
Roger Belval, surnommé Wézo, est un batteur québécois, principalement connu pour avoir été membre des groupes Offenbach et Corbeau. Originaire de Granby, Roger Belval grandit dans une famille de restaurateurs. Passionné de musique dès son jeune âge, il est fortement influencé par le batteur de jazz Buddy Rich. À 14 ans, il fonde son premier groupe musical avec Johnny Gravel, qui recommandera plus tard Belval pour remplacer Denis Boulet à la batterie au sein du groupe Offenbach en 1972. Il rejoint le groupe peu de temps avant le spectacle marquant intitulé La Messe des morts présenté à l’Oratoire Saint-Joseph de Montréal. C’est à cette période que Pierre Harel lui attribue le surnom de Wézo, inspiré par un chandail coloré à motif de perroquet que portait Belval. Souffrant d’une maladie génétique affectant son apparence physique, Belval est parfois perçu comme atypique sur scène. Son intégration au groupe est marquée par des tensions, notamment avec Gerry Boulet, qui conserve une loyauté profonde envers son frère Denis, premier batteur d’Offenbach.Wézo attire néanmoins l’attention dans le film Tabarnac, tourné lors de la tournée française du groupe, où il se démarque par son sens de l’humour et ses interventions musicales. En 1977, il quitte Offenbach peu de temps après le départ du bassiste Willie Lamothe fils, pour rejoindre le groupe Corbeau, formé par d’anciens membres d’Offenbach. Plus tard, Roger Belval renoue avec Gerry Boulet peu avant la mort de ce dernier, qui lui exprime des regrets quant à leur relation passée.

### Michel «Willie» Lamothe(1948)[4]
Michel Lamothe est originaire de la région de Sainte-Hyacinthe. Il est le fils du chanteur et country Willie Lamothe, de là son surnom de « Willie ». Son père compose d'ailleurs une chanson, après sa naissance, intitulée Allo, allo petit Michel devenu un classique du country québécois. Après une enfance heureuse à jouer d'abord au hockey puis au golf, Willie se met à la basse avec Les Sphinx, Les Pénitents avant de rejoindre Les gants Blancs qui deviendra Offenbach. La musique, c’est dans les gênes de la famille Lamothe! Le père a même contribué financièrement pour aider le band de son fils. Willie est un bon vivant qui accumule les fêtes et les conquêtes. C’est celui qui applique le plus la doctrine Sexe, drogue et rock and roll. Étant aussi célèbre que le chanteur à cause de son charme et de la popularité de son nom, la tension monte entre lui et Gerry au fil des années. À cause de divergences autour des droits d’auteurs, Willie quitte Offenbach et fonde Corbeau avec Harel et Wézo avant de recruter Marjo. Michel Lamothe est décédé en 2019 d’un arrêt cardiaque.

### Breen Leboeuf(1949)[16]
Breen LeBoeuf est un musicien franco-ontarien originaire de North Bay, en Ontario. Il est principalement reconnu comme chanteur et bassiste, notamment pour son rôle au sein du groupe rock québécois Offenbach. LeBoeuf commence sa formation musicale par des leçons de piano et de chant, avec l’intention de faire carrière dans le domaine. Après avoir joué dans plusieurs groupes locaux, il déménage à Toronto, où il rejoint le groupe Chimo!, qui connaît un certain succès sur la scène canadienne. Avec cette formation, il partage la scène avec des artistes renommés tels que Janis Joplin et Alice Cooper. Sa rencontre avec Offenbach se produit alors que le groupe est en tournée pour l’album Never Too Tender. L’année suivante, alors que le groupe cherche un nouveau bassiste, LeBoeuf est invité à se joindre à la formation. Il fait ses débuts sur l’album Traversion (1979), un disque marquant qui contribue à l’essor du groupe. Bien qu’il ne cherche pas à remplacer Gerry Boulet en tant que chanteur principal, LeBoeuf exprime le souhait d'interpréter certaines chansons. Gerry Boulet accepte et lui confie l’interprétation de Mes blues passent pus dans porte, une chanson écrite par Pierre Huet. Cette pièce deviendra l’un des grands classiques de la chanson québécoise. L’arrivée de Breen LeBoeuf apporte un style vocal distinctif et une nouvelle énergie au sein du groupe, contribuant à sa popularité croissante. Son accent franco-ontarien et son approche musicale différente sont perçus comme un vent de fraîcheur dans le rock québécois. Apprécié pour son professionnalisme et son attitude respectueuse, LeBoeuf est reconnu tant par ses collègues musiciens que par le public. Sa contribution au paysage musical québécois est largement saluée.

## Liste des intervenants[4],[5]
Le chanteur Gerry Boulet et les musiciens Michel Lamothe et Donald Hince étaient malheureusement décédé avant le début du projet. L'équipe a été en mesure de compléter le tournage avec le guitariste John McGale, quelques semaines avant son décès dans un accident de voiture à l'automne 2002.
- Marjolaine "Marjo" Morin, parolière et chanteuse de Corbeau (1979-1984)
- Pierre Harel, parolier d'Offenbach (1970-1972) et Corbeau (1977-1980)
- Jean "Johnny" Gravel, guitariste d'Offenbach (1970-1985)
- Roger "Wézo" Belval,  batteur d'Offenbach (1972-1977) et de Corbeau (1977-1984)
- Breen Leboeuf, bassiste et chanteur d'Offenbach  (1978-1985)
- John McGale, guitariste et compositeur d'Offenbach (1978-1985)
- Jean Millaire, guitariste et compositeur de Corbeau (1979-1984)
- Denis Boulet, frère de Gerry et batteur d'Offenbach (1970-1972)
- Pierre Lavoie, batteur d'Offenbach (1977-1979)
- Bob Harrisson, batteur d'Offenbach (1979-1982)
- Pat Martel, batteur d'Offenbach (1982-1985)
- Pierre Huet, parolier d'Offenbach (1979-1985)
- Michel Rivard, parolier d’Offenbach (1985)
- Normand Kerr, bassiste d'Offenbach (1977-1978)
- René Malo, agent et producteur d'Offenbach (1972 et 1979)
- Martin Deschamps, chanteur d'Offenbach (1997-1998)
- Patrick Lebrasseur, spécialiste d'Offenbach et Corbeau

## Les épisodes[5],[4]

### Épisode 1: Offenbach Soap Opéra
En 1970, les membres du groupe Les Gants Blancs — Gerry, Johnny, Willie et Denis — décident de se détacher du mouvement yéyé pour adopter un style musical plus underground. Ce changement de direction marque la naissance du groupe Offenbach et, par extension, du rock québécois. Influencés par la rencontre avec le poète Pierre Harel, ils optent pour le français plutôt que l'anglais, donnant naissance à des compositions telles que Câline de blues et Faut que j'me pousse. Cependant, le départ de Denis, perturbé par cette nouvelle orientation musicale, entraîne l'arrivée de Wèzo à la batterie. Le groupe fait sensation lors de sa performance devant 3 000 personnes à l'Oratoire Saint-Joseph, où ils exécutent une messe des morts en latin.

### Épisode 2: Traversion
Durant cette période, les membres d'Offenbach se forgent une réputation de "mauvais garçons", entre fêtes et excès. En France, le tournage du documentaire Tabarnac se révèle difficile, entraînant le départ de Pierre Harel. La discordance s'intensifie avec la sortie d'un album anglophone qui est rejeté par leurs fans. Cela mène aux départs de Willie et Wèzo, qui rejoindront le groupe Corbeau en 1977, créant une rivalité musicale historique. Offenbach, après avoir recruté Breen et McGale, connaît un regain de succès avec l'album Traversion.

### Épisode 3: J'lâche pas
Offenbach se lance dans une nouvelle collaboration avec un big band de jazz pour l'album En fusion, marquant également une étape importante en devenant le premier groupe francophone à jouer au Forum de Montréal. De son côté, Corbeau se distingue avec l'ajout de la chanteuse Marjo et du guitariste Jean Millaire. Cette arrivée bouleverse l'ordre établi dans l'univers du rock québécois, historiquement dominé par des figures masculines. Après le départ de Pierre Harel, Marjo prend le rôle de parolière au sein de Corbeau, tandis qu'une rivalité intense s'instaure entre elle et Gerry. À l'ADISQ, Corbeau est sacré Meilleur groupe de l'année, devançant Offenbach, qui subit cette défaite avec étonnement.

### Épisode 4: Le dernier cri/show
L'album Illégal propulse Corbeau au sommet, mais le groupe se trouve confronté à une panne d'inspiration. Marjo décide de poursuivre une carrière solo aux côtés de son partenaire Jean Millaire. Gerry, ne se reconnaissant plus dans l'orientation du groupe, annonce la fin d'Offenbach. Les deux formations organisent des concerts d'adieu émouvants. En 1988, une réconciliation historique se produit lors de la cérémonie des ADISQ, où Marjo et Gerry interprètent ensemble la chanson Les yeux du cœur. Un moment de paix s'établit également entre les musiciens d'Offenbach et de Corbeau lors des célébrations du 30e anniversaire de la messe des morts à l'Oratoire Saint-Joseph.

## Fiche technique[4]
| Réalisation                  | Félix Rose                                           |
| Recherche                    | Félix Rose                                           |
| Montage                      | Christine Provencher                                 |
| Direction de la photographie | Eric Piccoli et Priscillia Piccoli                   |
| Musique                      | Offenbach, Corbeau, Johnny Gravel                    |
| Prise de son                 | Marc Gravel                                          |
| Conception sonore            | MELS                                                 |
| Illustrations                | Christian Quesnel                                    |
| Producteur délégué           | Charles Menher                                       |
| Producteur au contenu        | Félix Rose                                           |
| Producteurs exécutifs        | Nancy Charest, Benoît Clermont et Jean-Philippe Dion |
| Distribution                 | VRAI, TVA                                            |
| Sociétés de production       | Productions Déferlantes                              |
| Durée                        | 4x43 minutes                                         |
| Sortie                       | 9 avril 2024                                         |

## Réception
L’œuvre a été largement saluée par la critique au Québec pour son approche honnête et sa richesse documentaire. Richard Therrien, chroniqueur au Le Soleil, souligne le ton direct et sans complaisance de la série : « Pas de faux-fuyants ou de phrases hypocrites, comme on en entend trop souvent dans ce genre de séries. […] Le réalisateur Félix Rose arrache des confidences très crues aux plus grands acteurs de l’époque ». Il salue également la qualité des analyses proposées et l’utilisation judicieuse d’archives, permettant de « mesurer l’importance des deux formations dans le portrait du rock québécois et dans le cœur des amateurs ».
Dans La Presse, Dominic Tardif parle d’une « passionnante série articulée autour de la rivalité entre les deux groupes », soulignant que Rose élargit intelligemment son récit à l’ensemble des musiciens ayant gravité autour d’Offenbach et de Corbeau. Il note qu’« il s’agit d’un choix pragmatique, mais surtout judicieux, tant Gerry et Marjo éclipsent trop souvent leurs camarades ».
Jean-François Nadeau, dans Le Devoir, insiste sur l’approche sensible du réalisateur, qui « entremêle entrevues et documents d’archives » pour révéler « tout ce monde de durs sans filtres » sous un jour plus vulnérable. Il note également la volonté du réalisateur de s’éloigner des clichés : « Je voulais raconter tout ça en sortant de l’univers du “sexe et rock’n’roll” habituel », affirme Rose.
René Homier-Roy, au micro de Culture Club, loue la clarté et l’élégance du récit : « C’est très joliment et très clairement raconté ». De son côté, Simon Rainville (L’aut’journal) retrouve dans Québec Rock la rigueur et le style du précédent film de Rose (Les Rose), mentionnant « un travail d’archives impeccable » et « des dessins d’une grande beauté qui recréent certaines scènes importantes ». Marjo et Jean Millaire affronte amicalement Breen Leboeuf en duel rock lors de l'enregistrement de la populaire émission Bonsoir Bonsoir à Radio-Canada. L'animateur, Jean-Philippe Wauthier, qualifie Québec Rock de « documentaire écoeurant! Écoeurant! »